# Assassinato de Moshe Barsky

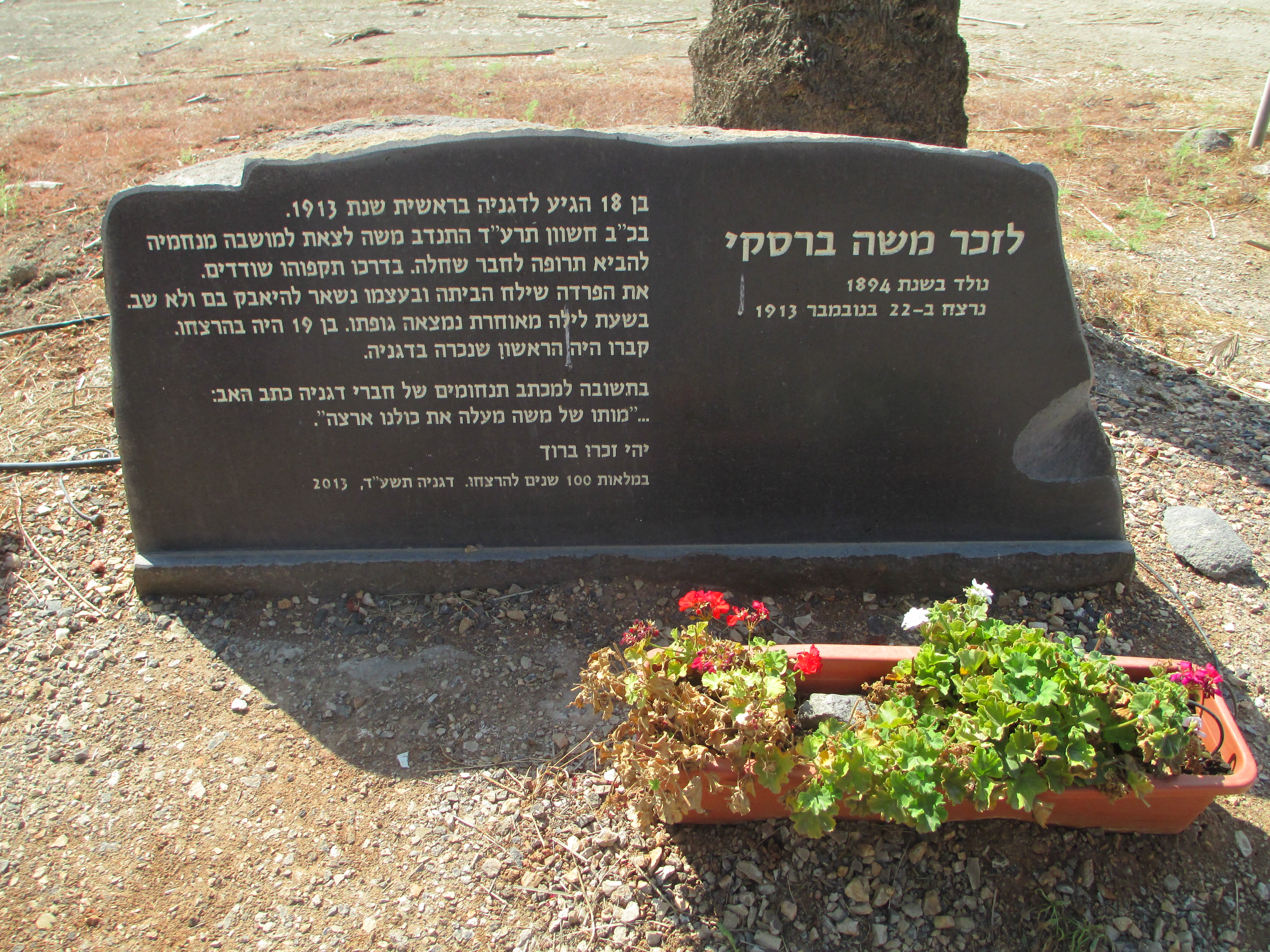
Memorial erguido em Degania Alef no centenário da morte de Barsky

Moshe Barsky (1895 – 22 de novembro de 1913) foi o primeiro membro de um kibutz sionista a ser morto por um beduíno.
Barsky era membro do Degania Alef, o primeiro kibutz estabelecido pelos pioneiros judeus sionistas, fundado em 1910. Ele tinha 18 anos quando foi morto em vingança por uma briga ou assassinato anterior.

## Assassinato
Barsky estava sozinho quando foi baleado por invasores beduínos. Ele havia saído montado em uma mula para buscar remédios de Menahemia para seu amigo e colega de kibutz, Shmuel Dayan, pai de Moshe Dayan (que recebeu esse nome em homenagem a Barsky).
Quando a mula retornou sem ele, uma busca foi realizada e seu corpo foi descoberto. De acordo com as memórias de um colega de kibutz, "Só tarde naquela noite é que o encontramos, deitado com um pedaço de pau e um par de sapatos na cabeça: era um sinal de vingança, significava que ele havia matado ou ferido alguém na luta."

## Consequências
O pai de Barsky, um sionista em Kiev (então parte da Rússia czarista), escreveu uma carta ao kibutz na qual ele insistia: "que seu espírito não fraqueja e que vocês não desistam, Deus os livre!" Mas sim, "que a memória do meu falecido filho lhes conceda força e coragem para suportar todas as dificuldades neste esforço sagrado até que realizemos nosso grande ideal, pelo qual meu filho sacrificou sua vida e alma." A carta foi o foco de um discurso de 1914 de Chaim Weizmann, instando os sionistas europeus - abalados pelo assassinato - a não abandonar a esperança de construir uma pátria judaica na Palestina.
Pouco depois da morte de Barsky, seu irmão imigrou para a Palestina para se juntar ao kibutz de Dagania Aleph.

## Como símbolo
A acadêmica literária Rachel Havrelock entende a memorialização de Barsky nos anos seguintes à sua morte como parte de uma narrativa sionista "na qual o perigo espreita no oriente desconhecido, e o Jordão serve como uma linha entre o perigo e a segurança", e sua morte - ele foi entendido como tendo matado um de seus agressores - da "imagem do judeu aos olhos dos beduínos como suave e facilmente morto".

### Livros
- Bar-On, Mordechai (2012). Moshe Dayan: Israel's Controversial Hero (em inglês). [S.l.]: Yale University Press. ISBN 978-0300183252. Consultado em 14 de outubro de 2014
- Baratz, Yosef (1956). A Village by the Jordan: The Story of Degania (em inglês). Tel Aviv: Ichud Habonim
- Dayan, Moshe (1992). Moshe Dayan: Story of My Life (em inglês). [S.l.]: DeCapo
- Gavron, David (2000). The Kibbutz: Awakening from Utopia (em inglês). [S.l.]: Rowman & Littlefield. ISBN 9780847695263. Consultado em 14 de outubro de 2014
- Havrelock, Rachel (2011). River Jordan: The Mythology of a Dividing Line (em inglês). [S.l.]: University of Chicago Press. ISBN 978-0-226-31957-5. doi:10.7208/chicago/9780226319599.003.0010
- La Guardia, Anton (2002). War without end: Israelis, Palestinians, and the struggle for a promised land (em inglês). [S.l.]: Macmillan
- Stein, Leslie (2003). The Hope Fulfilled: The Rise of Modern Israel (em inglês). [S.l.]: Greenwood Publishing Group. ISBN 9780275971410. Consultado em 14 de outubro de 2014
- Weizmann, Chaim (1983). The Letters and Papers of Chaim Weizmann: August 1898-July 1931 (em inglês). New Brunswick: Transaction Publishers. ISBN 9780878552795. Consultado em 14 de outubro de 2014
- Zartman, I. William (2010). Understanding Life in the Borderlands: Boundaries in Depth and in Motion, Chapter 8, Pioneers and Refugees: Arabs and Jews in the Jordan River Valley, Rachel Havrelock (em inglês). [S.l.]: University of Georgia Press. ISBN 978-0820336145

### Periódicos
- Meir, Chazan (Abril de 2006). «The Murder of Moshe Barsky: Transformations in Ethos, Pathos and Myth» (PDF). Israel Affairs (em inglês). 12 (2). Consultado em 26 de outubro de 2024
- Havrelock, Rachel (Junho de 2007). «My Home is Over Jordan: River as Border in Israeli and Palestinian National Mythology». National Identities (em inglês). 9 (2). Bibcode:2007NatId...9..105H. doi:10.1080/14608940701333720. Consultado em 15 de outubro de 2014
- Taslitt, Israel Isaac (1969). «Soldier of Israel: the story of General Moshe Dayan». Funk and Wagnalls (em inglês)